# Stafford County Museum (Kansas)
Das Stafford County Museum (auch Stafford County Historical Society Museum) befindet sich in Stafford, Stafford County im US-Bundesstaat Kansas. Die Planung des Projektes begann 1976, 1979 wurde es behördlich offiziell als Museum anerkannt.
Mit der Zeit wuchs das Museum, wobei weitere Anbauten nötig wurden. Heute verwaltet das Museum drei Gebäudekomplexe sowie ein Freilichtmuseum. Gezeigt werden u. a. alte Automobile, Leichenwagen-Kutschen sowie ein Prototyp des Herstellers Studebaker. Das Museum hat jährlich um die 700 Besucher.
Das Hauptgebäude befindet sich im ehemaligen Farmers National Bank Building auf Nummer 100 an der North Main Street und ist als Baudenkmal im National Register of Historic Places mit der Nummer 06000392 eingetragen.